# Milan à long bec
Helicolestes hamatus
Genre
Espèce
Répartition géographique
Statut de conservation UICN

 LC  : Préoccupation mineure
Synonymes
- Rostrhamus hamatus

Statut CITES
Le Milan à long bec (Helicolestes hamatus) est une espèce de rapaces de la famille des Accipitridae, endémique de la zone néotropicale. Les biotopes assimilés au Milan à long bec sont variés et sont toujours liés à la présence d'eau douce. On le retrouve ainsi dans des environnements tels que les forêts inondables, les forêts marécageuses, les marais, les lacs, et les bords de rivière.

## Description

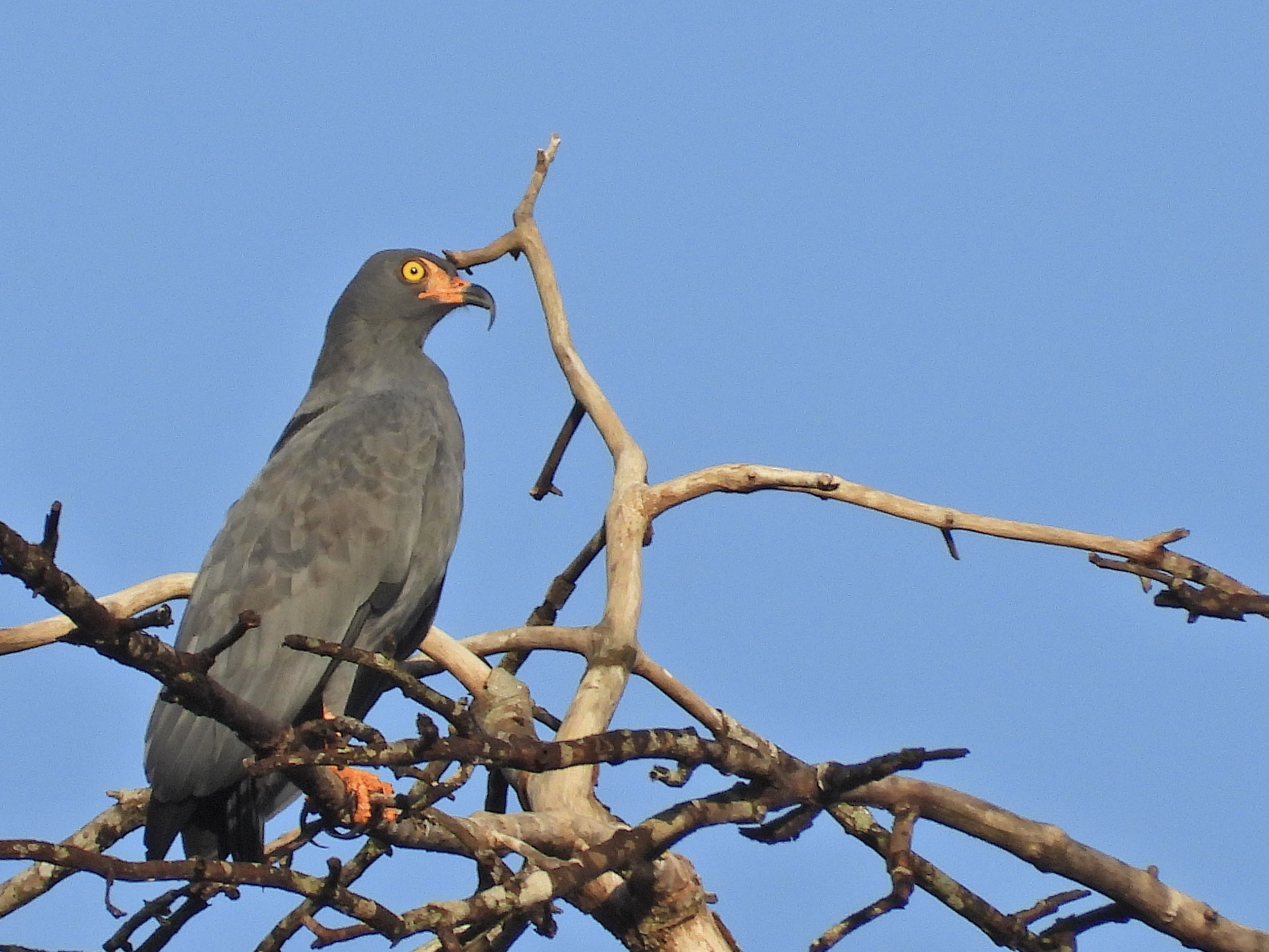
Un milan à long bec en Guyane française.

Le mâle et la femelle ressemblent tous deux au Milan des marais et le Milan à long bec fut souvent inclut dans le même genre, Rostrhamus. Les adultes ont toujours les yeux jaunes et une queue entièrement noire, plus petite que celle du Milan des marais. Les plus jeunes ressemblent aux adultes, mais ont des yeux brunâtres et trois minces bande blanches sur la queue et sa pointe.

## Répartition

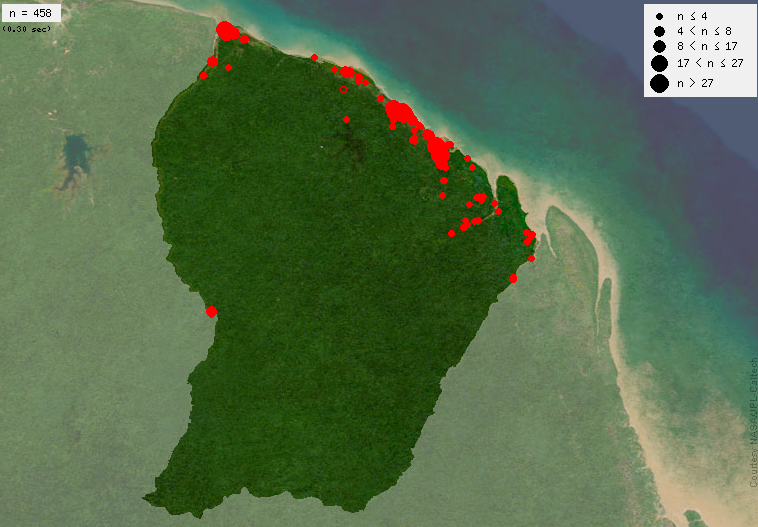
Répartition du Milan à long bec en Guyane en Mai 2024

Le Milan à long est un rapace possédant une large distribution dans le Nord du continent sud-américain, en partant du Nord de la Colombie et en passant par le centre de la Bolivie jusqu'au Nord du Brésil. Sa distribution n'est cependant pas homogène et il se fait absent des grands blocs forestiers drainés. Sa répartition se réalise sur les vallées alluviales, et notamment le long de l'Amazone et de ses principaux affluents.
Sur le plateau des Guyanes, le Milan à long bec est peu distribué, localisé à la plaine littorale. C’est un oiseau globalement sédentaire mais il est capable d'effectuer des déplacements saisonniers, à la manière du Milan des marais, également sur de grandes distances et selon les disponibilités alimentaires.

## Alimentation
Avec le Milan des marais et le Bec-en-croc de Temminck, le Milan à long bec forme un trio de rapaces spécialisés dans la prédation d'escargots aquatiques, et tout particulièrement du genre Pomacea puisque leurs becs spéciaux (dotés d'une mandibule supérieure extrêmement longue et recourbée) leur permettent d'extraire le corps des mollusques de leur coquille sans même la briser. Le Milan à long est également connu pour être un amateur de crabes (parfois du genre Poppiana et plus spécifiquement de l'espèce Poppiana dentata) même s'il consomme toujours en très grand majorité des ampullaires.

## Nidification
Le nid est une frêle plate-forme de branchettes, placée plus ou moins haut dans la fourche ou entre la jonction des branches principales d'un arbre (9 à 20 mètres de hauteur) et généralement au-dessus de l’eau. Le Milan à long bec vit en couple durable. Le mâle comme la femelle participent aux différentes étapes de la nidification, de la construction du nid jusqu'au nourrissage du petit. Les périodes de nidification peuvent variées selon l'aire de répartition mais elles se situent en général en saison des pluies. Le nid accueille en général deux poussins, qui sont capables d'avaler leur premier escargot entier à l'âge de 17 jours, ils volètent à 35 jours et sont capables de voler au moins au 40e jour.

## Comportement
Le Milan à long bec dispose de bonnes capacités de vol à moyenne ou haute altitude. On peut apercevoir ce rapace planer haut dans le ciel, parfois en petits groupes. Ces vols à haute altitude tout en cerclant servent parfois de vols de parades, avec des cris nasillards très caractéristiques et des manifestations territoriales. Sa capacité à planer très haut lui permet aussi de se déplacer sur de très grandes distances, à la recherche de zones humides favorables si le besoin s'en fait ressentir selon la saison. Lorsqu'il chasse, le Milan à long bec est perché de préférence à mi hauteur, dans des endroits denses ou ombragés, à l'affut, et systématiquement à proximité immédiate de l'eau.

## Population et enjeux de conservation
Le Milan à long bec est considéré par l’UICN au niveau mondial comme de « Préoccupation mineure » (LC). En effet, son aire de répartition est étendue et ses effectifs sont très nombreux (estimés à plus de 500 000 individus). Bien que ses populations soient évaluées avec une tendance à la baisse, cette chute d’effectifs ne semble pas suffisante pour menacer la survie de cette espèce à l'heure actuelle.